# Гаттатіко
Гаттатіко, Ґаттатіко (італ. Gattatico) — муніципалітет в Італії, у регіоні Емілія-Романья,  провінція Реджо-Емілія.
Гаттатіко розташоване на відстані близько 370 км на північний захід від Рима, 80 км на північний захід від Болоньї, 18 км на північний захід від Реджо-нелль'Емілії.
Населення — 5895 осіб (2014).

## Демографія
Населення за роками:

Станом на 1 січня 2023 року в муніципалітеті офіційно проживав 561 іноземець з 44 країн, серед них 120 громадян країн Євросоюзу та 53 громадяни України.

## Сусідні муніципалітети
- Брешелло
- Кампеджине
- Кастельново-ді-Сотто
- Парма
- Повільйо
- Сант'Іларіо-д'Енца
- Сорболо